# メグルミン
メグルミン（Meglumine）は、ソルビトールから誘導されたアミノ糖である。調合薬の賦形剤、または造影剤（例、ジアトリゾ酸メグルミン、ヨージパミドメグルミン）として用いられている。